# Hong Kong Open 1997 - Qualificazioni singolare
Le qualificazioni del singolare dell'Hong Kong Open 1997 sono state un torneo di tennis preliminare per accedere alla fase finale della manifestazione. I vincitori dell'ultimo turno sono entrati di diritto nel tabellone principale. In caso di ritiro di uno o più giocatori aventi diritto a questi sono subentrati i lucky loser, ossia i giocatori che hanno perso nell'ultimo turno ma che avevano una classifica più alta rispetto agli altri partecipanti che avevano comunque perso nel turno finale.
Le qualificazioni del torneo Hong Kong Open 1997 prevedevano 28 partecipanti di cui 4 sono entrati nel tabellone principale.

## Teste di serie
1. Shūzō Matsuoka (secondo turno)
2. Jim Grabb (secondo turno)
3. Karsten Braasch (secondo turno)
4. Jan-Michael Gambill (ultimo turno)

1. Danny Sapsford (Qualificato)
2. Brian MacPhie (Qualificato)
3. Carsten Arriens (Qualificato)
4. Ryuso Tsujino (ultimo turno)

## Qualificati
1. Joshua Eagle
2. Carsten Arriens

1. Danny Sapsford
2. Brian MacPhie

## Tabellone

### Legenda
| - Q = Qualificato - WC = Wild card - LL = Lucky loser | - ALT = Alternate - SE = Special Exempt - PR = Protected Ranking | - w/o = Walkover - r = Ritirato - d = Squalificato |

### Sezione 1
|  | Primo turno     | Primo turno     | Primo turno     | Primo turno | Primo turno |  |  | Secondo turno | Secondo turno  | Secondo turno  | Secondo turno  | Secondo turno |   |   | Ultimo turno | Ultimo turno | Ultimo turno | Ultimo turno | Ultimo turno |  |
|  |                 |                 |                 |             |             |  |  |               |                |                |                |               |   |   |              |              |              |              |              |  |
|  |                 |                 |                 |             |             |  |  |               |                |                |                |               |   |   |              |              |              |              |              |  |
|  |                 |                 |                 |             |             |  |  | 1             | Shūzō Matsuoka | Shūzō Matsuoka | Shūzō Matsuoka |               |   |   |              |              |              |              |              |  |
|  | Joshua Eagle    | Joshua Eagle    | Joshua Eagle    | 6           | 6           |  |  |               | Joshua Eagle   | Joshua Eagle   | Joshua Eagle   | W-O           |   |   |              |              |              |              |              |  |
|  | Andrew Foster   | Andrew Foster   | Andrew Foster   | 4           | 4           |  |  |               |                |                |                |               |   |   |              | Joshua Eagle | Joshua Eagle | 6            | 6            |  |
|  | Shane Barr      | Shane Barr      | Shane Barr      | 6           | 6           |  |  |               |                | 8              | Ryuso Tsujino  | Ryuso Tsujino | 2 | 2 |              |              |              |              |              |  |
|  | Jimmy Middleton | Jimmy Middleton | Jimmy Middleton | 0           | 0           |  |  |               | Shane Barr     | Shane Barr     | 2              | 1             |   |   |              |              |              |              |              |  |
|  | 8               | Ryuso Tsujino   | Ryuso Tsujino   | 6           | 6           |  |  | 8             | Ryuso Tsujino  | Ryuso Tsujino  | 6              | 6             |   |   |              |              |              |              |              |  |
|  |                 | Andy Brothers   | Andy Brothers   | 1           | 3           |  |  |               |                |                |                |               |   |   |              |              |              |              |              |  |

### Sezione 2
|  | Primo turno    | Primo turno     | Primo turno     | Primo turno | Primo turno |  |  | Secondo turno | Secondo turno   | Secondo turno   | Secondo turno   | Secondo turno   |   |   | Ultimo turno | Ultimo turno   | Ultimo turno   | Ultimo turno | Ultimo turno |  |
|  |                |                 |                 |             |             |  |  |               |                 |                 |                 |                 |   |   |              |                |                |              |              |  |
|  |                |                 |                 |             |             |  |  |               |                 |                 |                 |                 |   |   |              |                |                |              |              |  |
|  |                |                 |                 |             |             |  |  | 2             | Jim Grabb       | Jim Grabb       | Jim Grabb       |                 |   |   |              |                |                |              |              |  |
|  | Arjun Fernando | Arjun Fernando  | 6               | 4           | 6           |  |  |               | Arjun Fernando  | Arjun Fernando  | Arjun Fernando  | W-O             |   |   |              |                |                |              |              |  |
|  | Raymond Young  | Raymond Young   | 3               | 6           | 4           |  |  |               |                 |                 |                 |                 |   |   |              | Arjun Fernando | Arjun Fernando | 2            | 2            |  |
|  | Mitsuru Takada | Mitsuru Takada  | Mitsuru Takada  | 6           | 6           |  |  |               |                 | 7               | Carsten Arriens | Carsten Arriens | 6 | 6 |              |                |                |              |              |  |
|  | Desmond Ling   | Desmond Ling    | Desmond Ling    | 0           | 0           |  |  |               | Mitsuru Takada  | Mitsuru Takada  | 2               | 4               |   |   |              |                |                |              |              |  |
|  | 7              | Carsten Arriens | Carsten Arriens | 6           | 6           |  |  | 7             | Carsten Arriens | Carsten Arriens | 6               | 6               |   |   |              |                |                |              |              |  |
|  |                | Wai-Lee Kwok    | Wai-Lee Kwok    | 0           | 1           |  |  |               |                 |                 |                 |                 |   |   |              |                |                |              |              |  |

### Sezione 3
|  | Primo turno          | Primo turno          | Primo turno          | Primo turno | Primo turno |  |  | Secondo turno | Secondo turno        | Secondo turno    | Secondo turno  | Secondo turno  |   |   | Ultimo turno | Ultimo turno         | Ultimo turno         | Ultimo turno | Ultimo turno |  |
|  |                      |                      |                      |             |             |  |  |               |                      |                  |                |                |   |   |              |                      |                      |              |              |  |
|  |                      |                      |                      |             |             |  |  |               |                      |                  |                |                |   |   |              |                      |                      |              |              |  |
|  |                      |                      |                      |             |             |  |  | 3             | Karsten Braasch      | 6                | 6              | 4              |   |   |              |                      |                      |              |              |  |
|  | Lars-Anders Wahlgren | Lars-Anders Wahlgren | Lars-Anders Wahlgren | 6           | 6           |  |  |               | Lars-Anders Wahlgren | 4                | 7              | 6              |   |   |              |                      |                      |              |              |  |
|  | Simon Ng             | Simon Ng             | Simon Ng             | 0           | 0           |  |  |               |                      |                  |                |                |   |   |              | Lars-Anders Wahlgren | Lars-Anders Wahlgren | 4            | 2            |  |
|  | Andrew Kratzmann     | Andrew Kratzmann     | Andrew Kratzmann     | 6           | 6           |  |  |               |                      | 5                | Danny Sapsford | Danny Sapsford | 6 | 6 |              |                      |                      |              |              |  |
|  | Don Yu               | Don Yu               | Don Yu               | 2           | 1           |  |  |               | Andrew Kratzmann     | Andrew Kratzmann | 1              | 1              |   |   |              |                      |                      |              |              |  |
|  | 5                    | Danny Sapsford       | Danny Sapsford       | 6           | 3           |  |  | 5             | Danny Sapsford       | Danny Sapsford   | 6              | 6              |   |   |              |                      |                      |              |              |  |
|  |                      | Vladimir Malolin     | Vladimir Malolin     | 3           | 1r          |  |  |               |                      |                  |                |                |   |   |              |                      |                      |              |              |  |

### Sezione 4
|  | Primo turno      | Primo turno      | Primo turno      | Primo turno | Primo turno |  |  | Secondo turno | Secondo turno       | Secondo turno | Secondo turno | Secondo turno |   |   | Ultimo turno | Ultimo turno        | Ultimo turno | Ultimo turno | Ultimo turno |  |
|  |                  |                  |                  |             |             |  |  |               |                     |               |               |               |   |   |              |                     |              |              |              |  |
|  |                  |                  |                  |             |             |  |  |               |                     |               |               |               |   |   |              |                     |              |              |              |  |
|  |                  |                  |                  |             |             |  |  | 4             | Jan-Michael Gambill | 6             | 5             | 6             |   |   |              |                     |              |              |              |  |
|  | Clinton Ferreira | Clinton Ferreira | Clinton Ferreira | 7           | 6           |  |  |               | Clinton Ferreira    | 1             | 7             | 2             |   |   |              |                     |              |              |              |  |
|  | Georg Blumauer   | Georg Blumauer   | Georg Blumauer   | 6           | 3           |  |  |               |                     |               |               |               |   |   | 4            | Jan-Michael Gambill | 6            | 3            | 3            |  |
|  | Derek Ling       | Derek Ling       | Derek Ling       | 6           | 6           |  |  |               |                     | 6             | Brian MacPhie | 2             | 6 | 6 |              |                     |              |              |              |  |
|  | Michael Rapeck   | Michael Rapeck   | Michael Rapeck   | 2           | 3           |  |  |               | Derek Ling          | Derek Ling    | 1             | 0             |   |   |              |                     |              |              |              |  |
|  | 6                | Brian MacPhie    | Brian MacPhie    | 6           | 6           |  |  | 6             | Brian MacPhie       | Brian MacPhie | 6             | 6             |   |   |              |                     |              |              |              |  |
|  |                  | Ray Ng           | Ray Ng           | 0           | 1           |  |  |               |                     |               |               |               |   |   |              |                     |              |              |              |  |